# Farsund
Farsund est une kommune de Norvège. Elle est située dans le comté d'Agder.

## Étymologie
Le nom de « Farsund » provient de celui de la petite île de Farøy, qui se trouve dans l'étroit détroit par lequel passe le Lyngdalsfjorden en passant par la ville. Le nom de l'île vient d'une part du mot norvégien far qui signifie voyage (racine germanique qu'on retrouve dans le mot anglais farewell qui signifie bon voyage), et d'autre du mot norvégien sund, qui signifie « détroit ».

## Géographie
La municipalité se trouve dans le sud-ouest de la Norvège, le long de la mer du Nord. Elle est bordée au nord-ouest par les fjords Fedafjorden et Listafjorden et à l'est par le Lyngdalsfjorden. La municipalité possède deux phares : le phare de Lista à l'ouest et le phare de Søndre Katland au sud.

## Histoire
Il existe des traces de peuplement à Farsund et Lista depuis l'âge de pierre. Des gravures rupestres ont en particulier été découvertes à Lista.
Farsund occupait un emplacement stratégique dans le Mur de l'Atlantique pendant la Seconde Guerre mondiale. Plus de 400 bunkers ont été construits sur le territoire de Farsund, dont beaucoup peuvent être visités. Entre 1940 et 1945, de grands camps de prisonniers soviétiques ont été installés à Lista, avec des camps de prisonniers à Kåde et Ore contenant plus de 600 prisonniers. Les prisonniers soviétiques étaient utilisés comme main-d'œuvre forcée pour construire l'aéroport de Farsund (pour le compte de la Luftwaffe), des bunkers, des casernes et des fortifications.

### Histoire administrative

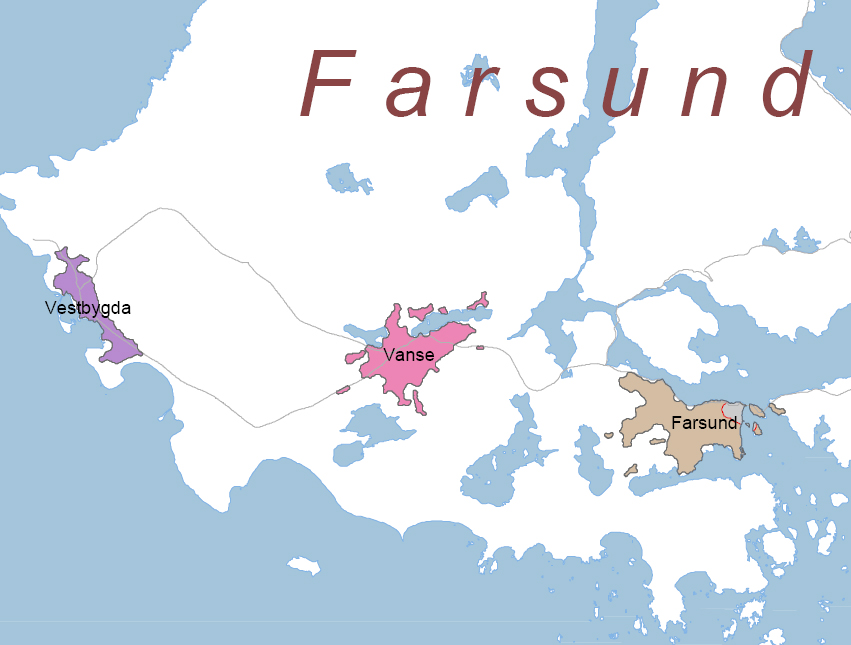
Plan des zones urbanisées de Farsund.

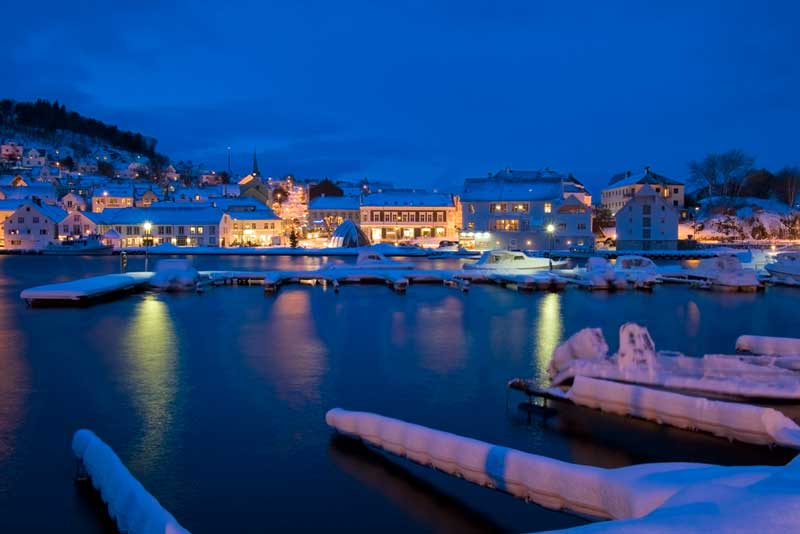
Vue de la ville de Farsund.

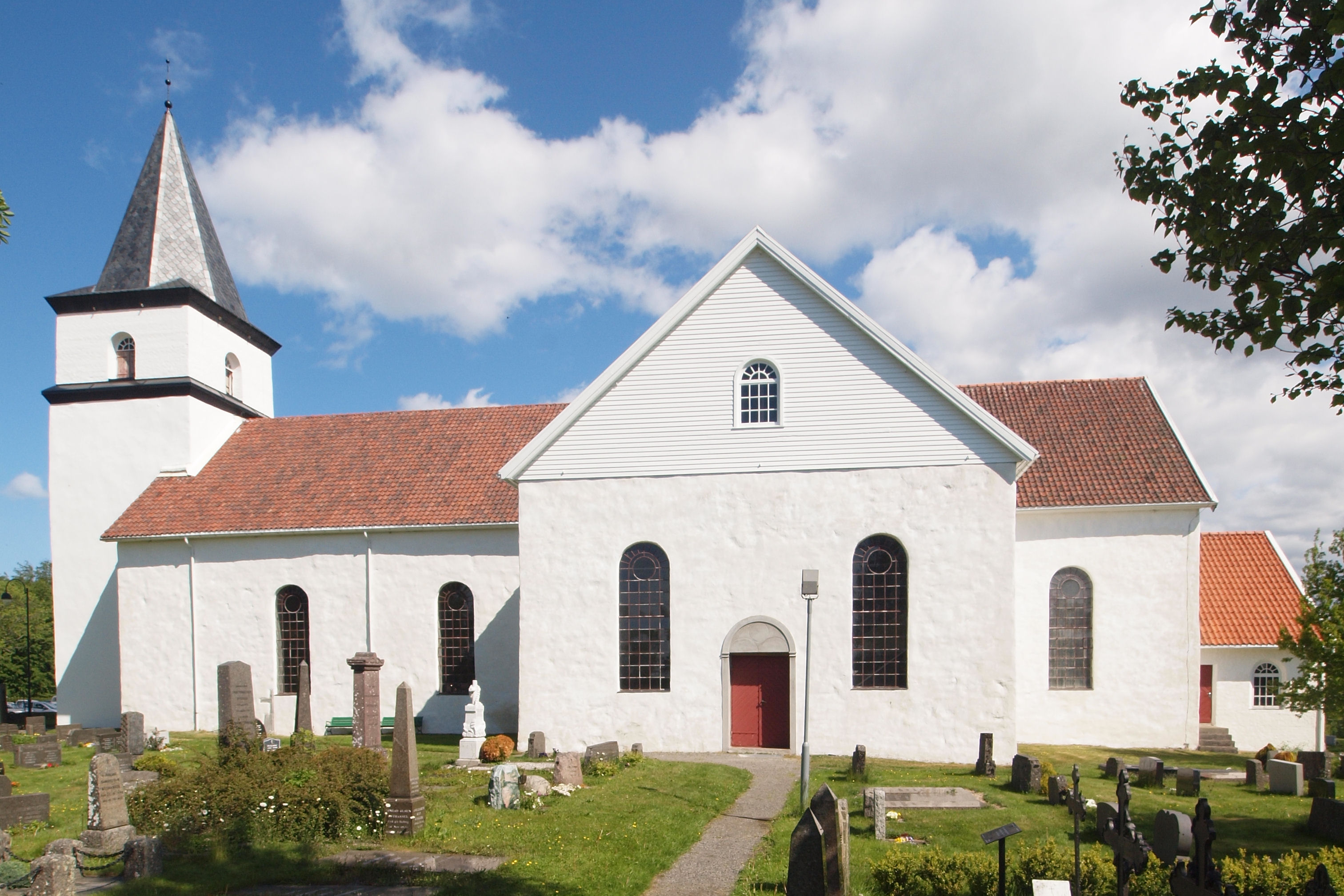
Église historique de Vanse.

La ville de Farsund a été créée en tant que municipalité le 1er janvier 1838 (voir formannskapsdistrikt), bien qu'elle eût déjà été reconnue comme centre commercial en 1795. La municipalité actuelle de Farsund a été créée le 1er janvier 1965, en fusionnant les municipalités rurales de Herad, Lista et Spind avec la ville de Farsund. Le 1er janvier 1971, les exploitations « Ytre og Indre Skarstein »  (21 habitants) situées le long de la rive ouest du Rosfjorden ont été transférées de Lyngdal à Farsund.

### Armoiries
Les armoiries utilisées depuis 1900 ou 1901 représentent quatre tilleuls verts sur un fond jaune. Ce blason a été choisi car des tilleuls se sont dressés au centre de la ville pendant de nombreuses années.

## Patrimoine

### Églises
L'Église de Norvège compte trois paroisses (sokn) dans la municipalité de Farsund. Elles font partie du doyenné de Lister, dans le diocèse d'Agder et de Telemark.
| Paroisse (Sokn) | nom de l'église        | emplacement     | année de construction |
| Farsund         | Église de Frelserens   | Farsund (ville) | 1905                  |
| Farsund         | Église de Spind Church | Rødland         | 1837                  |
| Herad           | Église de Herad        | Sande           | 1957                  |
| Lista           | Église de Vanse        | Vanse           | c. 1037               |
| Lista           | Chapelle de Vestbygd   | Vestbygd        | 1909                  |
| --------------- | ---------------------- | --------------- | --------------------- |

## Gouvernement
Comme toutes les municipalités de Norvège, la commune de Farsund est responsable de l'enseignement primaire (jusqu'à la 10e année), des services services de santé ambulatoires, de l'accueil des personnes âgées, du service du chômage et autres services sociaux, du développement économique et de la voirie municipale.  La municipalité est régie par un Conseil municipal (Norvège) de représentants élus, qui élisent à leur tour un maire.
L'hôpital de Farsund a été fermé en 2007.

### Éducation
Farsund possède trois écoles primaires, situées à Farsund, Vanse, et Borhaug. En outre, il y a deux écoles secondaires de premier cycle, à Farsund et Vanse, et deux écoles secondaires également situées à Farsund et Vanse.

## Économie

### Industrie
Les plus grandes industries sont Alcoa. Lista, une usine d'aluminium, et Farsund Aluminium Casting AS, qui fabrique des pièces automobiles en aluminium. Historiquement, le transport maritime et la pêche ont également joué un rôle important. Farsund est le plus grand district agricole du comté de Vest-Agder, avec 26 km2 de terres productives, 88 km2 de forêts et 11 km2 de zones d'eau douce. Farsund était déjà organisée comme un centre commercial en 1795, et en 1995, elle a célébré son jubilé de 200 ans.
Le commerce et le transport maritime ont jeté les bases de la prospérité, et « la ville du détroit » était à l'époque l'une des plus grandes villes maritimes du monde par rapport à la taille de la population.

### Aéroport de Farsund
L'aéroport de Farsund - Lista (FAN) a été fermée en 2002. De 1955 à 2002, l'aéroport a connu un trafic régulier vers Stavanger, Bergen et Oslo. Les compagnies aériennes qui l'ont fréquenté sont entre autres Braathens SAFE, Norving et Air Stord.
L'aéroport avait été construit pour la Luftwaffe en 1940, et plusieurs escadrilles de chasse y ont été basés pendant la Seconde Guerre mondiale.
Après la guerre, l'Armée de l'air royale norvégienne a pris le contrôle de l'aéroport, qui a servi pendant un certain temps de camp d'entraînement pour les conscrits.
Aujourd'hui, l'aéroport est privatisé et est transformée en zone industrielle avec un trafic d'aviation privée mineur.

### Tourisme
- Farsund est une ville liée aux fjords. Son port d'attache était considéré comme l'un des meilleurs de Norvège et est rempli de bateaux pendant les mois d'été.
- Chaque année, la course dite Strandmila (5 et 10 km) a lieu dans le parc de Husenby. Le parcours comprend des sentiers de campagne, des chemins forestiers et des plages.
- Le festival annuel Kaperdagene (Ville des pirates) a lieu en juillet depuis 1996. Il représente une bataille entre les navires britanniques et norvégiens qui se battaient contre les pirates au XIXe siècle.

## Personnalités liées à la commune
- Barbro Osmundsdatter (no) est accusée d'avoir ensorcelé les animaux, infligé la maladie et la mort et d'avoir transformé le lait des vaches en sang. Elle est brûlée comme sorcière à Farsund en 1667.
- Le photographe Hans Holtermann Abel[6] (1830-1903) est né à Farsund.
- L'évangéliste Albert Lunde (1878-1939) est né à Vanse, dans la commune de Farsund.
- L'acteur et humoriste Otto Jespersen (né en 1954) est né à Farsund.